# 佩西
佩西（法語：Pécy，法語發音：[pesi] ⓘ）是法国塞纳-马恩省的一个市镇，属于普罗万区。

## 地理
佩西（48°39'21"N, 3°4'43"E）面积21.07 平方千米，位于法国法蘭西島大區塞纳-马恩省，该省份为法国北部内陆省份，北起瓦兹省，西接埃松省、马恩河谷省、塞纳-圣但尼省和瓦兹河谷省，南至卢瓦雷省，东南接约讷省，东临马恩省和奥布省，东北接埃纳省。
与佩西接壤的市镇（或旧市镇、城区）包括：布里地区沃杜瓦、布里地区拉克鲁瓦、加斯坦、茹伊勒沙泰勒、布里地区圣瑞斯特、万勒。

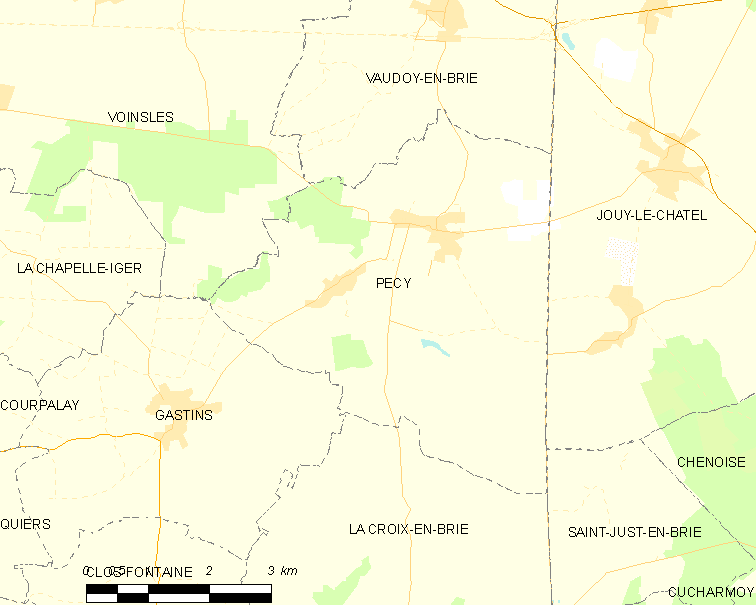
佩西的OSM定位图

佩西的时区为UTC+01:00、UTC+02:00（夏令时）。

## 行政
佩西的邮政编码为77970，INSEE市镇编码为77357。

## 政治
佩西所属的省级选区为丰特奈-特雷西尼县。

## 人口

1962-2008年间佩西人口变化图示

佩西于2022年1月1日时的人口数量为844人。